# Edgar Xavier Marvelo
Edgar Xavier Marvelo (Giacarta, 16 dicembre 1998) è un artista marziale indonesiano di wushu taolu.

## Carriera
Marvelo ha iniziato a praticare il wushu all'età di sei anni. Durante la sua giovinezza, ha vinto medaglie d'oro negli eventi di changquan ai Campionati del Mondo di Wushu per Ragazzi 2008 e 2014. Ha anche vinto una medaglia d'oro ai Giochi scolastici dell'ASEAN e un anno dopo nel 2015, Marvelo è stato il campione nazionale giovanile indonesiano.
La prima grande apparizione internazionale di Marvelo è stata ai Giochi del Sudest asiatico del 2017, dove ha vinto una medaglia di bronzo nell'evento changquan. Lo stesso anno, ha debuttato ai campionati mondiali di wushu 2017 dove ha vinto una medaglia d'argento nel daoshu. Un anno dopo, Marvelo ha vinto la prima medaglia dell'Indonesia ai Giochi Asiatici del 2018, classificandosi secondo nell'evento di changquan.
Nel 2019, è ritornato ai Campionato del Mondo di Wushu e ha vinto tre medaglie d'oro nel changquan maschile, nel gunshu, e nell'evento duiliano con Harris Horatius e Seraf Naro Siregar. Il suo raggiungimento di tre medaglie d'oro l'ha reso l'atleta non cinese più prolifico durante una singola edizione dei campionati. Poche settimane dopo la competizione, Marvelo ha vinto altre due medaglie d'oro ai Giochi del Sudest asiatico del 2019 nell'evento combinato maschile daoshu e gunshu e duilian. Ha dedicato la sua vittoria ai giochi al suo padre che è morto la mattina del suo evento.